# Сибірська сільська рада (Первомайський район)
Сибі́рська сільська рада (рос. Сибирский сельский совет) — сільське поселення у складі Первомайського району Алтайського краю Росії.
Адміністративний центр — селище Сибірський.

## Населення
Населення — 2680 осіб (2019; 3017 в 2010, 3001 у 2002).

## Склад
До складу сільської ради входять:
| Населений пункт                       | Населення, осіб (2002) | Населення, осіб (2010) |
| ------------------------------------- | ---------------------- | ---------------------- |
| Желєзнодорожна Казарма 193 км, селище | 36                     | 33                     |
| Костяки, селище                       | 50                     | 32                     |
| Лісна Поляна, селище                  | 335                    | 362                    |
| Октябрське, село                      | 365                    | 400                    |
| Рогуличний, селище                    | 411                    | 418                    |
| Сибірський, селище                    | 1804                   | 1772                   |